# Dipsas sanctijoannis
Dipsas sanctijoannis là một loài rắn trong họ Rắn nước. Loài này được Boulenger mô tả khoa học đầu tiên năm 1911.